# Apanteles sosis
Apanteles sosis är en stekelart som beskrevs av Nixon 1965. Apanteles sosis ingår i släktet Apanteles och familjen bracksteklar. Inga underarter finns listade i Catalogue of Life.